# اعتراضات حزب چای

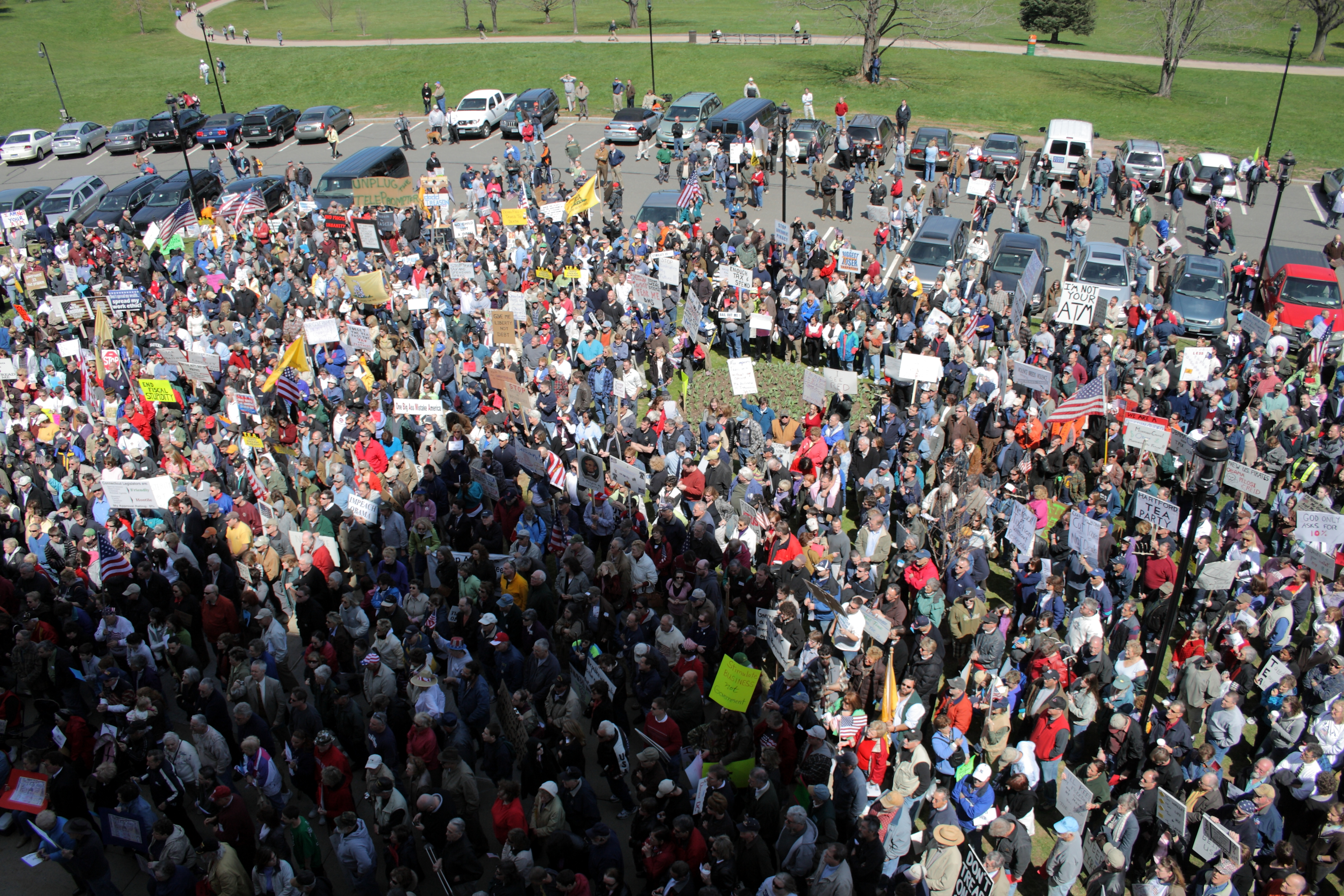
اعتراض حزب چای در هارتفورد، کانکتیکات، در تاریخ ۱۵ آوریل ۲۰۰۹

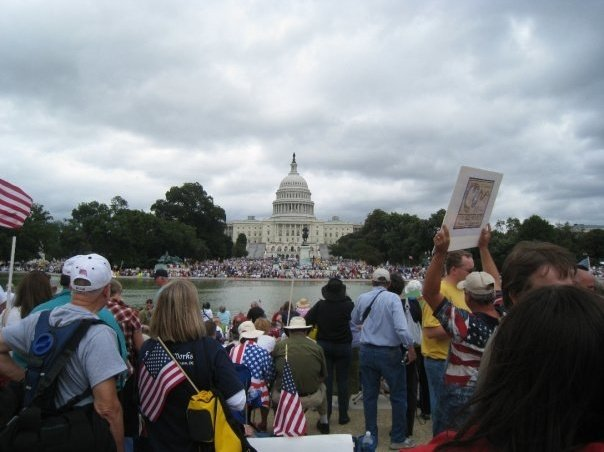
معترضین حزب چای در ۱۲ سپتامبر ۲۰۰۹

اعتراضات حزب چای مجموعه ای از اعتراضات در سراسر ایالات متحده بود که از اوایل سال ۲۰۰۹ آغاز شد. این اعتراضات بخشی از جنبش تی پارتی بود. اکثر فعالیت‌های حزب چای از آن زمان تاکنون بر مخالفت با تلاش‌های دولت اوباما، متمرکز بوده است. نام «حزب چای» مرجعی برای حزب چای بوستون است که هدف اصلی آن اعتراض به مالیات بدون نمایندگی بود. کلمه چای از مخفف حروف "Taxed Enough Already" یا همان "مالیات در حال حاضر کافی است" ساخته شده‌است.
مفسران رویدادهای روز مالیات را در وبلاگ‌های مختلف، توییتر و فیس بوک تبلیغ کردند، و شبکه فاکس نیوز نیز به‌طور مرتب برنامه‌های تلویزیونی را نمایش می‌داد که منجر به تشدید اعتراضات می‌شد.

## رویدادها
از جمله رویدادهای دیگر، اعتراضاتی در مورد این موضوعات برگزار شد:
- در تاریخ ۲۷ فوریه ۲۰۰۹، برای اعتراض به برنامه کمک به دارایی‌های مشکل دار (TARP) کمک‌های مالی سیستم مالی ایالات متحده که توسط رئیس‌جمهور جورج دبلیو بوش در اکتبر ۲۰۰۸ به امضا رسیده‌است، و قانون بهبود و سرمایه‌گذاری مجدد آمریکا در سال ۲۰۰۹ که توسط رئیس‌جمهور باراک اوباما امضا شده‌است.[۸]
- ۱۵ آوریل ۲۰۰۹، همزمان با مهلت سالانه ایالات متحده برای ارسال اظهارنامه مالیاتی، معروف به روز مالیات؛[۹][۱۰]
- ۴ ژوئیه ۲۰۰۹، همزمان با روز استقلال؛[۱۱]
- ۱۲ سپتامبر ۲۰۰۹، همزمان با سالگرد روز بعد از حملات ۱۱ سپتامبر.[۱۲]
- ۵ نوامبر ۲۰۰۹، در واشینگتن دی سی برای اعتراض به اصلاح بیمه درمانی،[۱۳]
- ۱۴ تا ۲۱ مارس ۲۰۱۰، در دی سی در هفته پایانی بحث دربارهٔ لایحه حمایت از بیمار و مراقبت از خدمات مقرون به صرفه.[۱۴]

## تاریخچه
حزب چای بوستون، سمبلی برای معترضین ضد مالیات با دیدگاه‌های آزادیخواهانه است که پیشینه نسبتاً قدیمی دارد. این بخشی از اعتراضات روز مالیات بود که در دهه ۱۹۹۰ و قبل از آن برگزار می‌شد.

### تولد جنبش ملی حزب چای
در ۱۹ فوریه ۲۰۰۹، در یک پخش از بورس کالای شیکاگو، ریک سانتلی، سردبیر شبکه خبری کسب و کار CNBC با صدای بلند از برنامه دولت برای بازپرداخت وام‌ها به عنوان «ترویج رفتار بد» با «یارانه دادن به وام بازندگان» انتقاد کرد و فراخوان گردهمایی «حزب چای شیکاگو در ماه ژوئیه» را مطرح کرد. تعدادی از معامله گران و دلالان اطراف او از پیشنهاد او استقبال کردند.
روز بعد پس از اظهارات سانتلی از بورس کالای شیکاگو، ۵۰ رهبر محافظه کار ملی از جمله مایکل جانز، ایمی کرمر و جنی بت مارتین در یک کنفرانس تلفنی شرکت کردند که جنبش ملی حزب چای را به وجود آورند. در پاسخ به سانتلی، وب سایتهایی مانند ChicagoTeaParty.com، که در آگوست سال ۲۰۰۸ توسط زاک کریستنسون، تهیه‌کننده رادیو شیکاگو ثبت شده‌است، در طی دوازده ساعت زنده بودند. حدود ۱۰ ساعت پس از اظهارات سانتلی، reTeaParty.com برای هماهنگی احزاب چای که برای ۴ ژوئیه برنامه‌ریزی شده بود ایجاد شد و طی دو هفته گزارش شد که روزانه ۱۱۰۰۰ بازدید کننده دریافت می‌کند.

## اعتراضات

### روز مالیات

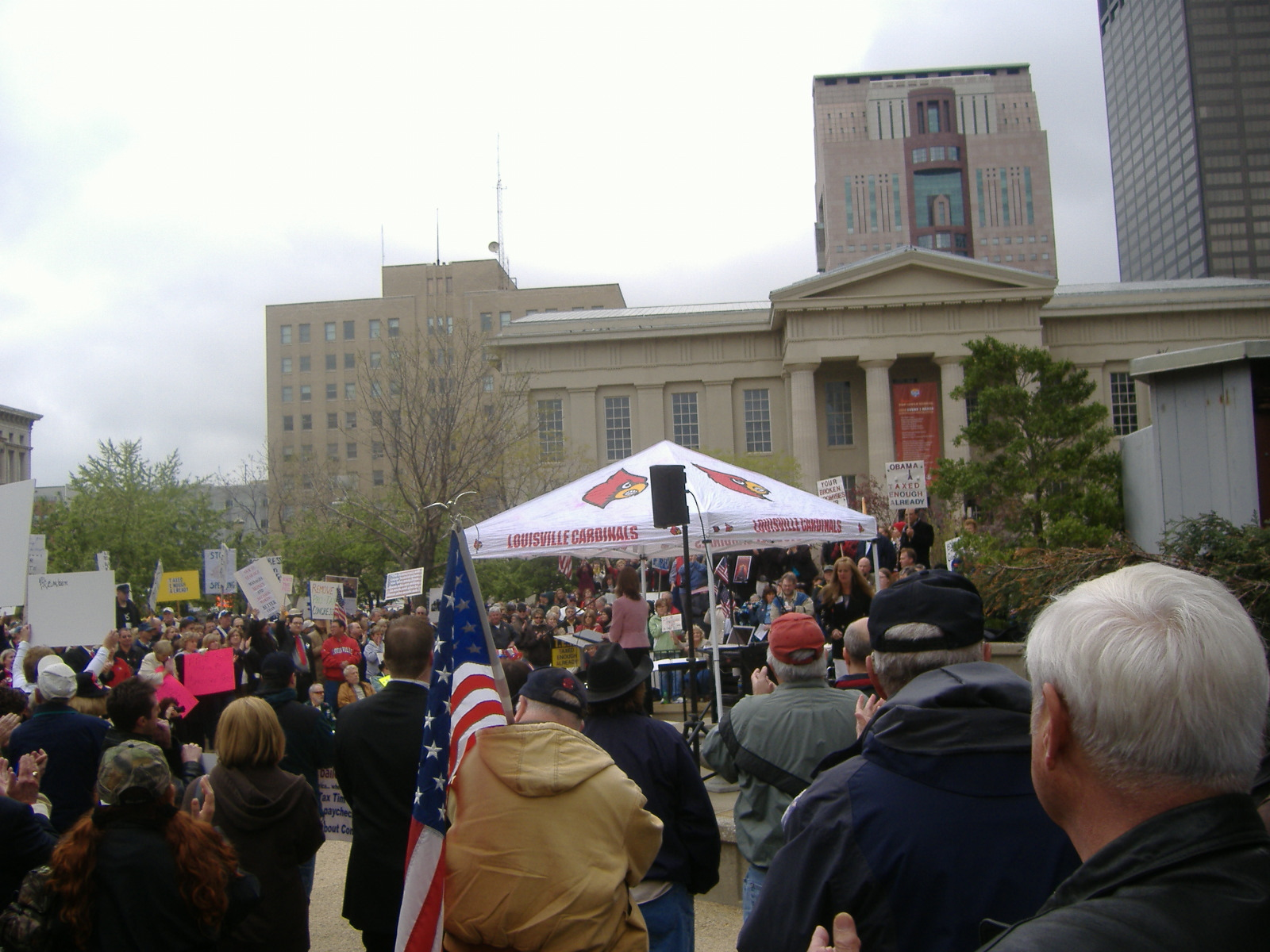
معترضین حزب چای در لوئیزویل ، کنتاکی، در تاریخ ۱۵ آوریل ۲۰۰۹

گفته می‌شود که ۱۵ آوریل ۲۰۰۹ روزی بوده‌است که بیشترین تعداد تظاهرات حزب چای در بیش از ۷۵۰ شهر برگزار شده‌است. برآورد معترضین و مکانها متفاوت بود. کریستین ساینس مانیتور از مشکلات محاسبه مشارکت انباشته خبر داد و گفت برخی برآوردها حاکی از آن است که بیش از نیمی از میلیون آمریکایی در اعتراضات شرکت کرده‌اند گروور نورکویست، تخمین زده که حداقل ۲۶۸٬۰۰۰ در بیش از ۲۰۰ شهر در این اعتراضات شرکت کردند. Statisticsian Nate Silver، مدیر FiveThirtyEight.com، مدعی است براساس منابع معتبر ۳۱۱٬۴۶۰ شرکت کننده در ۳۴۶ شهر بود که همه شهرهای بزرگ را به خود اختصاص می‌داد. بزرگترین رویداد در آتلانتا با حدود ۷۰۰۰ تا ۱۵۰۰۰ معترض برگزار شد. البته برخی از گردهمایی‌ها فقط ده‌ها نفر را به خود جلب کردند.

### اعتراضات بهار و اوایل تابستان
تظاهرات حزب چای در مناطق مختلف در سراسر کشور ادامه داشت. بسیاری از این رویدادها بیشتر بر مخالفت با مالیات و هزینه‌های ایالتی یا محلی متمرکز بودند و رویکرد ملی نداشتند. اواخر آوریل شاهد حرکت احزاب چای در آناپولیس، مریلند، وایت پلینز، نیویورک، جکسون، تنسی، و مونرو، واشینگتن بود. در ماه مه، شش رویداد مهم حزب چای در تنسی، نیویورک، آیداهو، اوهایو، نوادا، و کارولینای شمالی برگزار شد. در ژوئن سال ۲۰۰۹، ده رویداد دیگر در کارولینای شمالی برگزار شد، کالیفرنیا، رود آیلند، تگزاس، اوهایو، میشیگان، مونتانا، فلوریدا، نیویورک، و ایالت واشینگتن. در تاریخ ۲۹ ژوئن ۲۰۰۹، در نشویل، تنسی، چهار هزار نفر علیه طرح انتشار گازهای گلخانه ای (کلاه و تجارت) در کنگره و مراقبت‌های بهداشت جهانی تجمع کردند.

### راهپیمایی روز استقلال
تعدادی از اعتراضات حزب چای آخر هفته چهارم ژوئیه سال ۲۰۰۹ مصادف با روز استقلال برگزار شد.

### دهم مارس در واشینگتن
در ۱۲ سپتامبر ۲۰۰۹، اعتراضات حزب چای در شهرهای مختلف سراسر کشور برگزار شد. در واشینگتن دی سی، اعتراضات حزب چای برای راهپیمایی از آزادی پلازا به سمت پایتخت ایالات متحده حرکت کرد. تخمین تعداد شرکت کنندگان متفاوت بود، از «ده‌ها هزار» تا "بیش از 75000". متغیر است. ایستگاه خبری ABC از حضور بیش از یک میلیون نفر خبر داده‌است، که البته بعداً این ادعا پس گرفته شد.
این راهپیمایی یکی از بزرگترین اعتراضات محافظه کارانه در واشینگتن بود و همچنین بزرگترین تظاهرات علیه دولت پرزیدنت اوباما نیز بود.

### اولین همایش حزب چای
در ۴ فوریه ۲۰۱۰ اولین کنوانسیون ملی حزب چای در نشویل با حضور ۶۰۰ نفر برگزار شد. سارا پیلین کاندیدای معاون ریاست جمهوری برجسته‌ترین سخنران این همایش بود. برخی از احزاب چای، این رویداد را محکوم کردند که دلیل آنها قیمت بلیط چند صددلاری آن و هزینه ۱۰۰ هزار دلاری فرماندار پیشین آلاسکا برای این همایش بود.

## برای خواندن بیشتر
- فلاندرز، لورا (۲۰۱۰). در مهمانی چای. نیویورک: یا مطبوعات. شابک ‎۹۷۸−۱−۹۳۵۹۲۸−۲۳−۲ شابک 978-1-935928-23-2.
- لپور، جیل (۲۰۱۰). سفیدپوست چشمان آنها: انقلاب حزب چای و نبرد بر سر تاریخ آمریکا. پرینستون، نیوجرسی: انتشارات دانشگاه پرینستون. شابک ‎۹۷۸−۱−۴۰۰۸−۳۶۹۶−۳ شابک 978-1-4008-3696-3.
- گلادنی، هنری. بدون مالیات بدون نمایندگی: ۱۷۶۸ دادخواست ، یادبود ، و یادبود، ۲۰۱۴.